# Phyllanthus paraguayensis
Phyllanthus paraguayensis är en emblikaväxtart som beskrevs av Parodi. Phyllanthus paraguayensis ingår i släktet Phyllanthus och familjen emblikaväxter.
Artens utbredningsområde är Paraguay. Inga underarter finns listade i Catalogue of Life.